# Francisco Tejera
Francisco Manuel Tejera Rodríguez (Caracas, Veneçuela, 15 de desembre de 1840 - 1878) fou un compositor veneçolà, germà del poeta i escriptor Felipe Tejera (1846-1924) i del literat, polític i diplomàtic Miguel G. Tejera (1848-1902).
Figurà entre els millors professors i concertistes de piano de la seva ciutat natal, i fou, a més, inspirat compositor, com ho demostren les romances Nunca despertaré i Yo sola; valsos de saló; brillants variacions sobre motius d'òperes; fantasies, i altres moltes composicions.
També se li deu una Gramàtica musical, obre de mèrit, que fou aprovada per l'Institut de Belles Arts.
Finalment es distingí com a literat.